# Moviment Nacional Turc

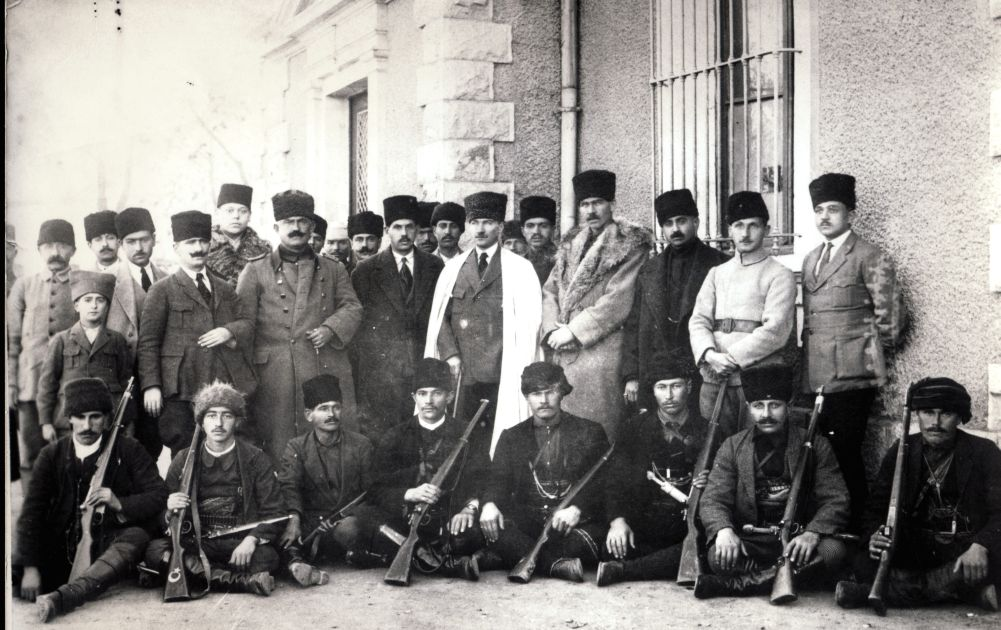
Kuvayı Milliye

El Moviment Nacional Turc és un terme que abasta les activitats político- militars dels revolucionaris turcs que es van traduir en la creació i formació de la República de Turquia, a conseqüència de la partició de l'Imperi Otomà, que es va produir després del final de la Primera Guerra Mundial
Els turcs es van reunir a poc a poc sota el lideratge de Mustafa Kemal i l'autoritat de la Gran Assemblea Nacional de Turquia, establerta a Ankara, que va optar per la Guerra d'Independència Turca. El moviment va posar fi al Tractat de Sèvres i va negociar el Tractat de Lausana, que garantia el reconeixement de les fronteres de Turquia (Misak-ı Milli o "Compromís Nacional")
Les forces nacionals es van reunir al voltant d'una ideologia definida com a políticament progressista, que normalment s'anomena "kemalisme" o "atatürkisme". Els seus principis bàsics emfasitzen la República - una forma de govern que representa el poder de l'electorat, l'administració secular (laïcisme), el nacionalisme, una economia mixta amb participació de l'Estat en diversos sectors (oposada al socialisme d'Estat) i la modernització nacional.

## Kuvayı Milliye
Les Kuvayı Milliye (català: Forces nacionals) foren grups de resistència a Turquia, que es formaren després de l'ocupació del país per part de les tropes de la Triple Entesa, després de la derrota de l'Imperi Otomà en la Primera Guerra Mundial. En l'Armistici de Mudros el territori del derrotat Imperi Otomà es dividí en diverses àrees d'influència entre les potències vencedores; els grecs van ocupar l'oest, britànics, italians i francesos el sud del país. França s'assegurà el seu dret al sud de Turquia ja durant la guerra per l'acord Skyes-Picot de 16 de maig de 1916.

## Aparició
Les Kuvayı Milliye foren els primers grups armats de la Guerra d'independència turca que lluitaren contra les tropes d'ocupació i no acceptaven cap altra partició de l'Imperi. Estaven formades per oficials desertors de l'Exèrcit de l'Imperi Otomà i milícies. La seva primera actuació fou a Esmirna, que havia estat ocupada per l'exèrcit grec, a Aktion. Allà les Kuvayı Milliye van ser col·locades i organitzades per alguns oficials. A Anatòlia Occidental les Kuvayı Milliye lluitaren amb la tàctica militar de colpejar i córrer contra l'exèrcit grec, abans que el moviment nacional de Mustafa Kemal no pogués crear un exèrcit
Les Kuvayı Milliye combatiren amb tàctica de guerrilles els exèrcits regulars dels ocupants. Besatzer. Les unitats disperses es concentraren com a govern rival a Ankara i s'organitzaren a partir de la primera batalla a Inönü reconstruïdes com un exèrcit.
Mustafà Kemal va dir el següent sobre l'origen de les Kuvayı Milliye:
| «                       | La seu del govern estava envoltada en gran part pels enemics. Aquest setge era tant polític com militar. En aquesta situació, [el govern] va ordenar les forces que defensessin el país i preservessin la independència de la nació. Donades així les ordres, els instruments de la nació i de l'estat no podien fer tasques bàsiques. No podien. La primera d'aquestes eines, l'exèrcit, no era digne de dur aquest nom. És per això que la tasca principal de protegir, defensar i complir amb la pàtria directament, segueix residint en la nació. Nosaltres l'anomenem "Kuva-yi Milliye" (Forces Nacionals)... | » |
| — Mustafa Kemal Atatürk | |   |

## Dissolució de les Kuvayı Milliye
Encara que les Kuvayı Milliye foren la primera passa en l'alliberament de Turquia, posteriorment Mustafa Kemal les dissolgué. Els mancava disciplina i experiència. No tenien cap oportunitat en batalles a camp obert contra els exèrcits d'ocupació. A més alguns grups practicaven es prenien la justícia per la seva mà i es rebel·laren més tard en contra del nou govern de Turquia. Els caps dels que es rebel·laren en contra de Mustafa Kemal foren Demirci Mehmet Efe i Çerkes Ethem.

## Membres coneguts de les Kuvayı Milliye
- Halide Edib Adıvar
- Mustafa Kemal Atatürk
- Mustafa Fevzi Çakmak
- İsmet İnönü
- Musa Kâzım Karabekir
- Yakup Kadri Karaosmanoğlu
- Mehmet Fuat Köprülü
- Rauf Orbay
- Şükrü Saracoğlu

## Observacions
1. ↑  Original en turc: Hükümet merkezi, düşmanların şiddetli çemberi içindeydi. Siyasal ve askerî bir çember vardı. İşte böyle bir çember içinde yurdu savunacak, ulusun ve devletin bağımsızlığını koruyacak kuvvetlere emrediyorlardı. Bu biçimde yapılan emirlerle, devlet ve ulusun araçları temel görevlerini yapamıyorlardı. Yapamazlardı da. Bu araçları savunmanın birincisi olan ordu da, 'ordu' adını korumakla birlikte, elbette temel görevini yerine getirmekten yoksundu. İşte bunun içindir ki yurdu savunmak ve korumak olan temel görevi yerine getirmek, doğrudan doğruya, ulusun kendisine kalıyor. Buna kuva-yi milliye diyoruz...